# Maywish
Maywish（韓語：메이위시），是韓國Jeinain娛樂於2018年推出的四人女子音樂組合，成員包括Anna、Hyoin、Jelly、Soeun。在2018年10月17日以單曲《Hello》正式出道。

團名Maywish是將五月(May)和希望(Wish)組合一起，有「五月的希望」這層的意思。

## 成員資料
| 成員         | 成員          | 成員             |
| 姓名         | 出生日期/地點 | 隊內職務         |
| ------------ | ------------- | ---------------- |
| Anna (안나)  | 1995年1月17日 | 歌唱             |
| Hyoin (효인) | 1996年3月9日  | 歌唱             |
| Jelly (제령) | 1997年12月5日 | 歌唱             |
| Soeun (소은) | 1998年1月26日 | 領舞、歌唱、忙內 |